# 동탄중앙고등학교
동탄중앙고등학교(東灘中央高等學校)는 대한민국 경기도 화성시 청계동에 있는 공립 고등학교이다.

## 학교 연혁
- 2013년 3월 14일 : (가칭)동탄 제1고 설립 결정(경기도교육청 학교설립위원회)
- 2014년 8월 11일 : 동탄중앙고등학교로 교명 확정(화성오산교육지원청 교명선정위원회)
- 2014년 9월 8일 : 동탄중앙고등학교 학급 인가 승인(1학년 10학급, 2학년 2학급, 특수학급 1학급)
- 2015년 2월 12일 : 동탄중앙고등학교 학급 증설 인가(1학년 2개 학급 증설)
- 2015년 3월 1일 : 초대 최승호 교장 취임
- 2015년 3월 1일 : 동탄중앙고등학교 개교(1학년 12학급, 2학년 2학급, 특수학급 1학급)
- 2015년 3월 4일 : 제1회 입학식(1학년 409명, 2학년 8명 계 417명)
- 2016년 9월 1일 : 경기도교육청 자율학교 지정
- 2016년 9월 1일 : 경기도교육청 혁신학교 선정
- 2017년 2월 8일 : 제1회 졸업식(남 18명, 여 19명 계 37명)
- 2024년 1월 12일 : 제8회 졸업식 10학급(남 125명, 여 177명 총 302명)
- 2024년 3월 1일 : 제4대 채수봉 교장 취임
- 2024년 3월 4일 : 제10회 입학식 11학급(남 231명, 여 165명 총 396명)

## 참고 자료
- 동탄중앙고등학교 - 한국교육학술정보원 학교알리미